# Communauté de communes Brame-Benaize
Die Communauté de communes Brame-Benaize ist ein ehemaliger französischer Gemeindeverband mit der Rechtsform einer Communauté de communes im Département Haute-Vienne in der Region Nouvelle-Aquitaine. Sie wurde am 23. Dezember 2004 gegründet und umfasste 15 Gemeinden. Der Verwaltungssitz befand sich im Ort Mailhac-sur-Benaize.

## Historische Entwicklung
Mit Wirkung vom 1. Januar 2017 fusionierte der Gemeindeverband mit 
- Communauté de communes de la Basse Marche sowie
- Communauté de communes du Haut Limousin

und bildete so die Nachfolgeorganisation Communauté de communes Haut Limousin en Marche.

## Ehemalige Mitgliedsgemeinden
1. Arnac-la-Poste
2. Cromac
3. Dompierre-les-Églises
4. Droux
5. Jouac
6. Les Grands-Chézeaux
7. Lussac-les-Églises
8. Magnac-Laval
9. Mailhac-sur-Benaize
10. Saint-Georges-les-Landes
11. Saint-Hilaire-la-Treille
12. Saint-Léger-Magnazeix
13. Saint-Martin-le-Mault
14. Saint-Sulpice-les-Feuilles
15. Villefavard